# Sommesnil
Sommesnil – miejscowość i gmina we Francji, w regionie Normandia, w departamencie Sekwana Nadmorska.
Według danych na rok 1990 gminę zamieszkiwało 66 osób, a gęstość zaludnienia wynosiła 22 osoby/km² (wśród 1421 gmin Górnej Normandii Sommesnil plasuje się na 824. miejscu pod względem liczby ludności, natomiast pod względem powierzchni na miejscu 841.).